# Z 12 Erich Giese
Pour les articles homonymes, voir Giese.
Le Z 12 Erich Giese est un destroyer de la Classe Type 1934A de la Kriegsmarine.
Le nom du navire est un hommage au capitaine-lieutenant Erich Giese, mort à bord du torpilleur S 20 en 1917.

## Histoire
Après le déclenchement de la Seconde Guerre mondiale, le destroyer participe comme les autres à des dépôts de mines. Il participe ensuite à la guerre marchande au large du Skagerrak. Il y dépose des mines ainsi que dans l'estuaire de la Tamise.
Le 6 décembre 1939, les Z 12 Erich Giese et Z 10 Hans Lody rencontrent lors d'un nouveau dépôt de mines dans la Tamise les destroyers britanniques HMS Juno et HMS Jersey ; le Z 12 lance une torpille qui frappe le Jersey qui doit être remorqué par le Juno.
Lors de l'opération Weserübung, le Z 12 Erich Giese appartient au bataillon naval commandé par Friedrich Bonte. Il prend part à la première bataille de Narvik. Le Z 12 recueille les rescapés du HMS Hunter.
Dans l'après-midi, l'amiral Erich Raeder demande la retraite. Le capitaine de frégate Erich Bey, qui a succédé à Bonte après sa mort, prend la barre des deux navires en bon état, l'Erich Giese et le Wolfgang Zenker. Il aperçoit le croiseur HMS Penelope qui, comme huit autres destroyers britanniques, bloquent le fjord.
Lors de la seconde bataille, le 13 avril, les destroyers allemands sont cassés ou coulent après l'épuisement de leurs munitions et de leurs réserves de carburant. Le Z 12 est gravement endommagé, le capitaine de corvette Karl Smidt ordonne l'abandon du navire. Lors du naufrage, 83 hommes perdent la vie, soit parce qu'ils se sont noyés, soit parce qu'ils sont abattus par le feu anglais.
Le naufrage fait juste après l'objet d'une enquête. Dans les années 1970, les survivants tiennent les mêmes propos.